# Dennis Wilson
Dennis Carl Wilson (Inglewood (Californië), 4 december 1944 - Marina del Rey, 28 december 1983) was een Amerikaans muzikant. Hij verwierf bekendheid als mede-oprichter van The Beach Boys. Hij was daarin actief als drummer - en bij tijd en wijle ook als zanger en pianist. Hij was de middelste broer van mede-bandleden Brian en Carl. Wilson speelde in 1971 een van de hoofdrollen in de roadmovie Two-Lane Blacktop. In 1977 bracht hij als eerste van de broers een soloalbum uit; Pacific Ocean Blue. Het vervolgalbum Bambu werd niet tijdens zijn leven uitgebracht. In 2008 werden de nummers van dit album als bonustracks toegevoegd aan een heruitgave van Pacific Ocean Blue en in 2017 verscheen Bambu met Record Store Day als apart album op vinyl.

## Biografie
Dennis Wilson werd op 4 december 1944 geboren in Inglewood. Zijn vader was songwriter en producer Murry Wilson. Hij groeide met zijn broers Brian en Carl op in Hawthorne. Dennis stond bekend als de rebelse jongen van het gezin en hij had vaak een conflict met zijn strikte vader. Door zijn competitieve instelling voelde hij zich zelden genegen om samen met zijn broers te zingen of om bijdragen te leveren aan de vroege opnames die Brian maakte. Zijn gebrek aan muzikaal talent was een zorg toen The Beach Boys werden opgericht.
Brian werd door zijn moeder gedwongen om Dennis in de bezetting van de band op te nemen. De enige positie die nog over was, was die van drummer. Dennis was de enige van de Beach Boys die kon surfen. Hij was een sekssymbool en wist tijdens concerten menig hart te breken. Hij was echter niet altijd aanwezig bij opnames in de studio. Wilson werd regelmatig vervangen door sessiemuzikant Hal Blaine.
In 1963 nam hij samen met Gary Usher de single RPM op die zij uitbrachten onder de naam The Four-Speeds. In 1965 trad Wilson meer naar de voorgrond. Brian besloot niet langer met de band te touren en gaf zijn broer leidende zangpartijen op het album The Beach Boys Today! (1965). De eerste hit die de band scoorde met Dennis als hoofdzanger was Do You Wanna Dance. Echter, op de opnames van Pet Sounds was hij slechts op één nummer te horen. Hij experimenteerde in deze periode met LSD.
Wilson stond erom bekend om mensen bij hem thuis te laten slapen. Zo trokken Charles Manson en zijn family in 1968 in zijn huis aan Sunset Boulevard. Wilson was gescheiden en leidde onder invloed van Manson een losbandig leven. In deze periode had hij zijn eerste ervaring met heroïne. Ondertussen hielpen The Beach Boys Manson met zijn muziek. Dit resulteerde in het album Lie: The Love and Terror Cult waarop invloeden van The Beach Boys te horen zijn. Manson zou later de opbrengsten uit de verkopen van het album gebruiken om de verdediging in het proces tegen hem te bekostigen. Nadat Manson buitensporig gedrag vertoonde waarbij twee van zijn auto's vernield werden, begon Wilson vraagtekens te zetten bij hun contact. Hij verliet zijn woning, zijn eigendommen achterlatend bij Manson en zijn family, en trok in bij zijn vriend Gregg Jakobson. Jakobson had als songwriter met Wilson samengewerkt aan albums van The Beach Boys.
Vanaf 1968 componeerde Wilson geregeld nummers voor The Beach Boys, waaronder belangrijke nummers voor Friends (1968) en Sunflower (1970). In 1970 poogde hij een soloalbum uit te brengen, maar er verscheen alleen een single. Dragon werd uitgebracht als een nummer van Dennis Wilson & Rumbo. Wilson speelde een hoofdrol in de film Two-Lane Blacktop uit 1971. Hij werd voor de rol geselecteerd op grond van het feit dat hij volgens regisseur Monte Hellman de levensstijl leidde die paste bij het personage dat hij speelde. In 1974 hervatte hij het werk aan een volwaardig album, waarvan de opnames plaatsvonden in 1976 in samenwerking met Jakobson. In 1977 bracht hij het album Pacific Ocean Blue uit waarmee hij de eerste van de broers was die een soloalbum afleverde. Het album eindigde hoger in de Top 100 dan de komende twee albums van The Beach Boys. Het is hem echter nooit gelukt een opvolger daarvoor te maken, hoewel sessieopnamen van het nooit afgeronde project Bambu in 2008 werden toegevoegd aan de heruitgave van zijn eerste cd.
Daarna ging het door een alcohol- en drugsverslaving steeds slechter met hem. Hij schreef nog twee nummers voor L.A. (The Light Album) (1979) van The Beach Boys. Dennis en zijn broer Carl verlieten de band in 1980 kortstondig. Hij keerde terug om met de band te touren. Op 28 december 1983 verdronk hij in de haven van Marina del Rey toen hij dronken en onder invloed van diazepam en cocaïne van zijn zeiljacht sprong om spullen van de bodem op te rapen die hij eerder overboord had gegooid. President Reagan verleende speciale toestemming voor een begrafenis op zee.

## Discografie
- Pacific Ocean Blue, 1977
- Bambu, 2017